# Chevrolet Camaro
Chevrolet Camaro — американский маслкар, выпускающийся подразделением Chevrolet корпорации General Motors с 1966 года. Производство было прекращено в 2002 году и возобновлено на новой технической базе в 2009 году, но прекращено в 2023 году.
В середине декабря 2023 года последний Camaro сошёл с конвейерной линии завода в Лансинге. Производство модели шестого поколения завершилось. Представители Chevrolet заявляют, что это не конец серии и со временем будет назван преемник модели.

## История
В послевоенные десятилетия в США родилось более 70 миллионов детей, к началу 1960-х они оканчивали школу, получали водительские права, устраивались на работу и были готовы покупать всё больше и больше автомобилей. Автомобильные корпорации долго не могли понять, как им капитализировать этот рынок. Они продолжали выпускать большие семейные седаны, хотя уже было видно, что молодёжи нужно что-то новое, автомобиль не такой, как у их родителей.

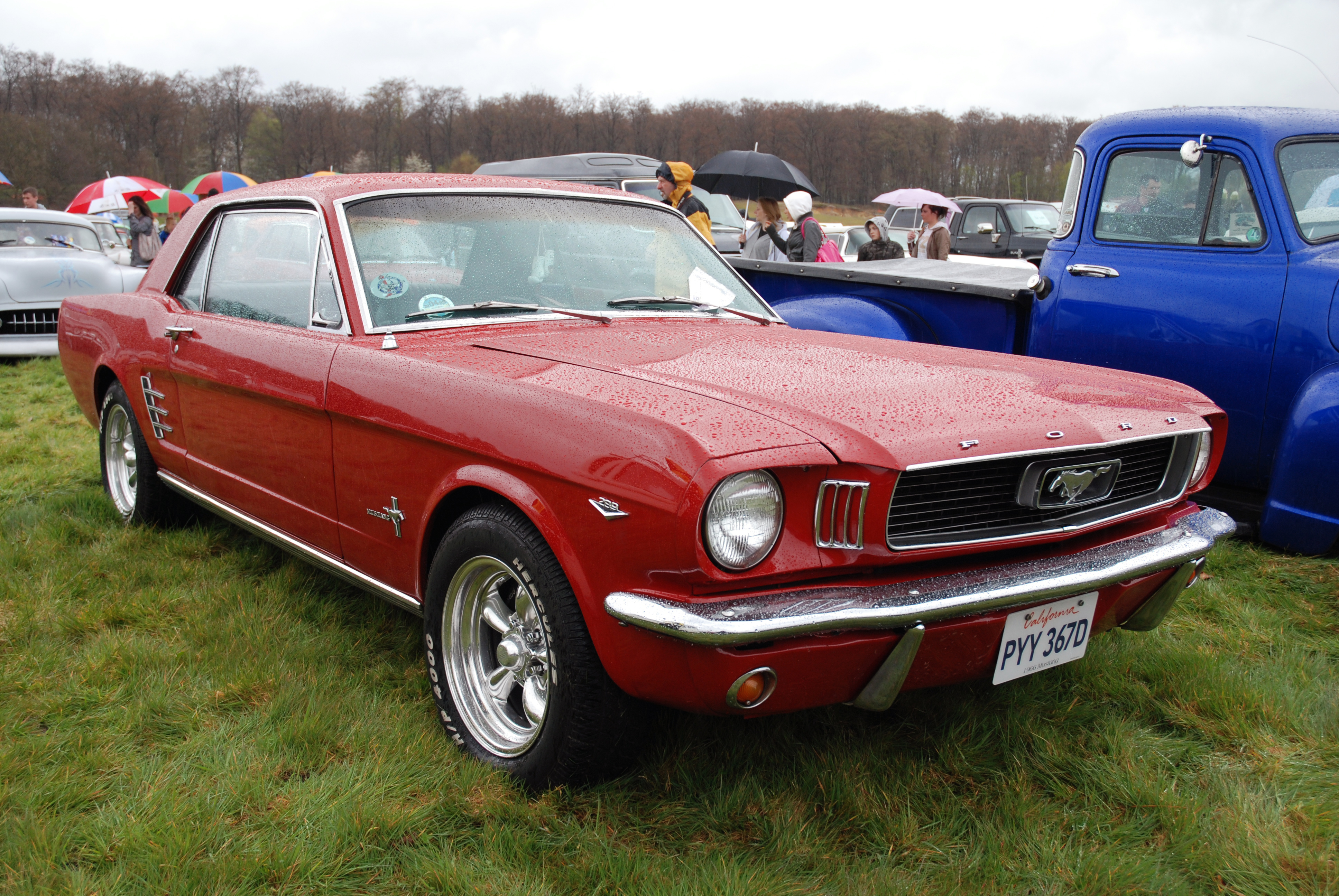
1964 Ford Mustang

Первым, кто предложил своим дизайнерам и конструкторам создать молодёжное спортивное четырёхместное купе, был Ли Якокка, глава Ford на тот момент. Получившийся Mustang создал новый класс автомобилей — «Пони кар» (Pony car) и полностью изменил взаимоотношения бэби-бумеров и автоиндустрии.
В руководстве GM не сразу поняли это. Когда стало известно, что за два месяца продано более 100 тысяч автомобилей Mustang, все были в шоке. На этот вызов необходимо было ответить, требовался новый автомобиль, лучший во всём. Он должен быть более комфортабельным, лучше выглядеть и, что самое главное, должен быть быстрее.
Подобно тому, как Ford Mustang в многом базировался на бюджетном Ford Falcon, новый пони-кар должен быть основан на Chevrolet Nova. Но тот обладал хилым двигателем 90 л.с. и непритязательным внешним видом. Но подкапотное  пространство Nova вполне позволяло устанавливать V8, что часто и делали дилеры. Итак, требовалось выполнить работы как над дизайном кузова, так и по двигателю.
Работы по новому автомобилю начались на Chevrolet в 1964 году. Генри Хага была поручена разработка внешнего вида, Джорж Энгерсбах (George Angersbach) занимался интерьером, а Дон Макферсон (Don McPherson) был главным конструктором по двигателям и трансмиссии.

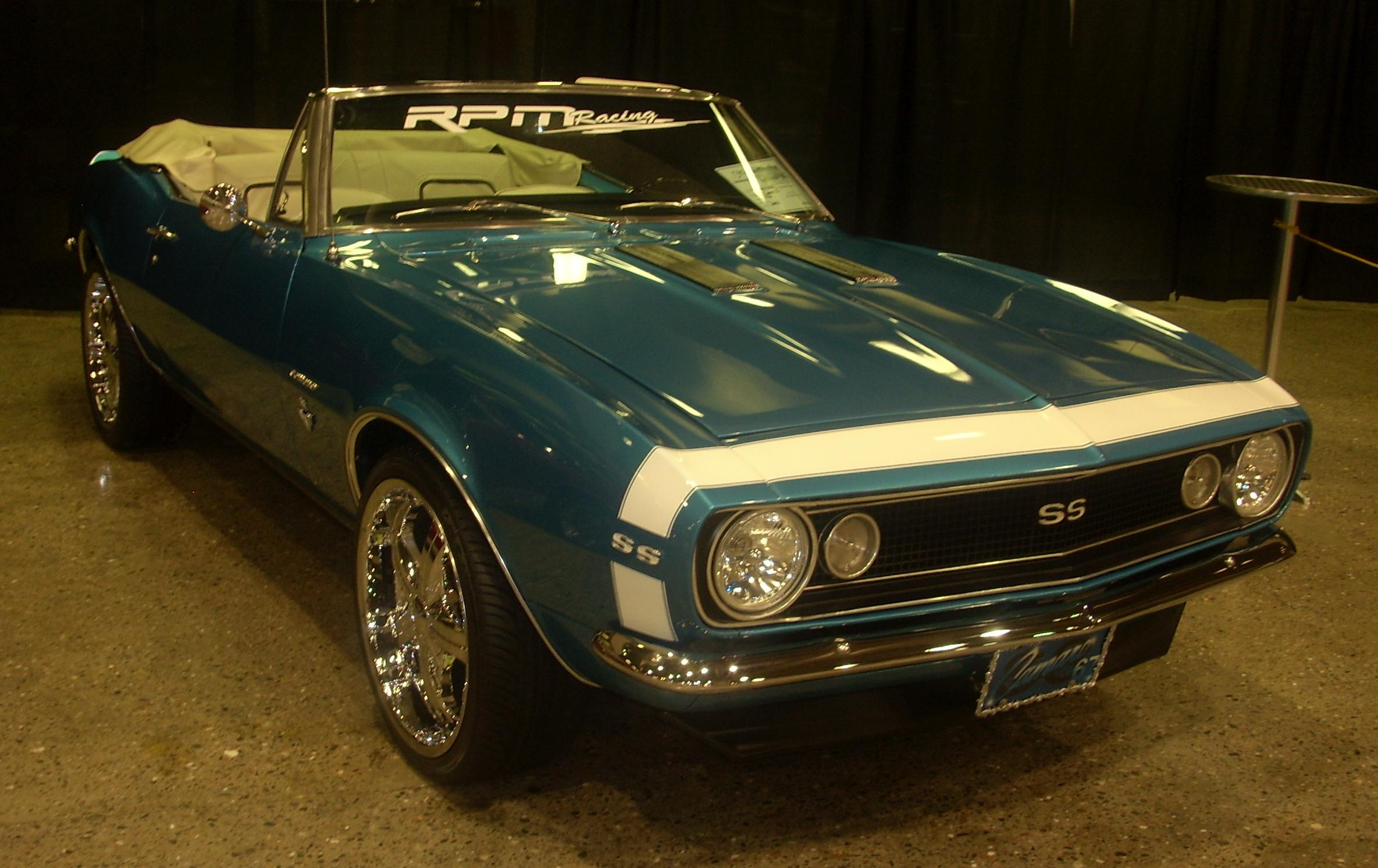
1967 Camaro SS 350 Convertible

В конце 1964 года внешние контуры автомобиля были в основном готовы. В середине ноября 1965 года был изготовлен первый кузов, а первый автомобиль вручную собрали 16 декабря. В течение зимы и весны 1966 года прототипы прошли дорожные испытания по всей стране. Последний был собран в мае, а в начале июня было завершено утверждение проекта. Это было последним шагом к началу серийного выпуска, который стартовал 7 августа 1966 года.
На этой поздней стадии у нового Chevrolet не было официального имени. Наиболее известным было кодовое название Panther, но от него отказались. После перебора множества вариантов Боб Ланд (Bob Lund), менеджер по продажам Chevrolet предложил, чтобы первой буквой в названии нового автомобиля была буква «С», как у Chevy, Corvair, Chevelle и Chevrolet Corvette. Он и Эд Роллет (Ed Rollet) вице-президент GM по грузовикам, стали просматривать попавшийся им под руку англо-французский словарь на букву «C» и остановились на слове «camarade», приятель. Оно было быстро преобразовано в Camaro и чем больше повторяли это слово, тем больше оно всем нравилось. Выбор был сделан.
29 июля 1966 года Пит Эстес собрал общенациональную пресс-конференцию. В своей речи он объявил имя нового автомобиля, при этом старательно дистанцировался от модели Mustang, заявив, что Camaro является продолжением спортивной линии автомобилей Chevrolet, начатой с Corvette. 12 сентября Camaro был представлен избранной группе журналистов в инженерном центре GM. Эстес долго показывал им все новинки 1967 модельного года, затем рассказывал о новой рыночной нише, на которую нацелен Camaro. Автомобиль был, тем временем, накрыт чехлом. После долгого томления покрывало было сброшено, и Camaro впервые предстал публике — это был кабриолет SS 350 Convertible, который медленно вращался на подиуме.

## Первое поколение
В сентябре 1966 года первые Chevrolet Camaro появились в продаже, как автомобили 1967 модельного года (м.г.). У Camaro был ярко выраженный спортивный силуэт с длинным капотом, коротким багажником и смещённым назад салоном. Выпускались две модели: закрытое двухдверное купе (Sport Coupe) и открытый двухдверный кабриолет (Convertible), они были четырёхместными с передними раздельными сидениями и задним сплошным диваном.

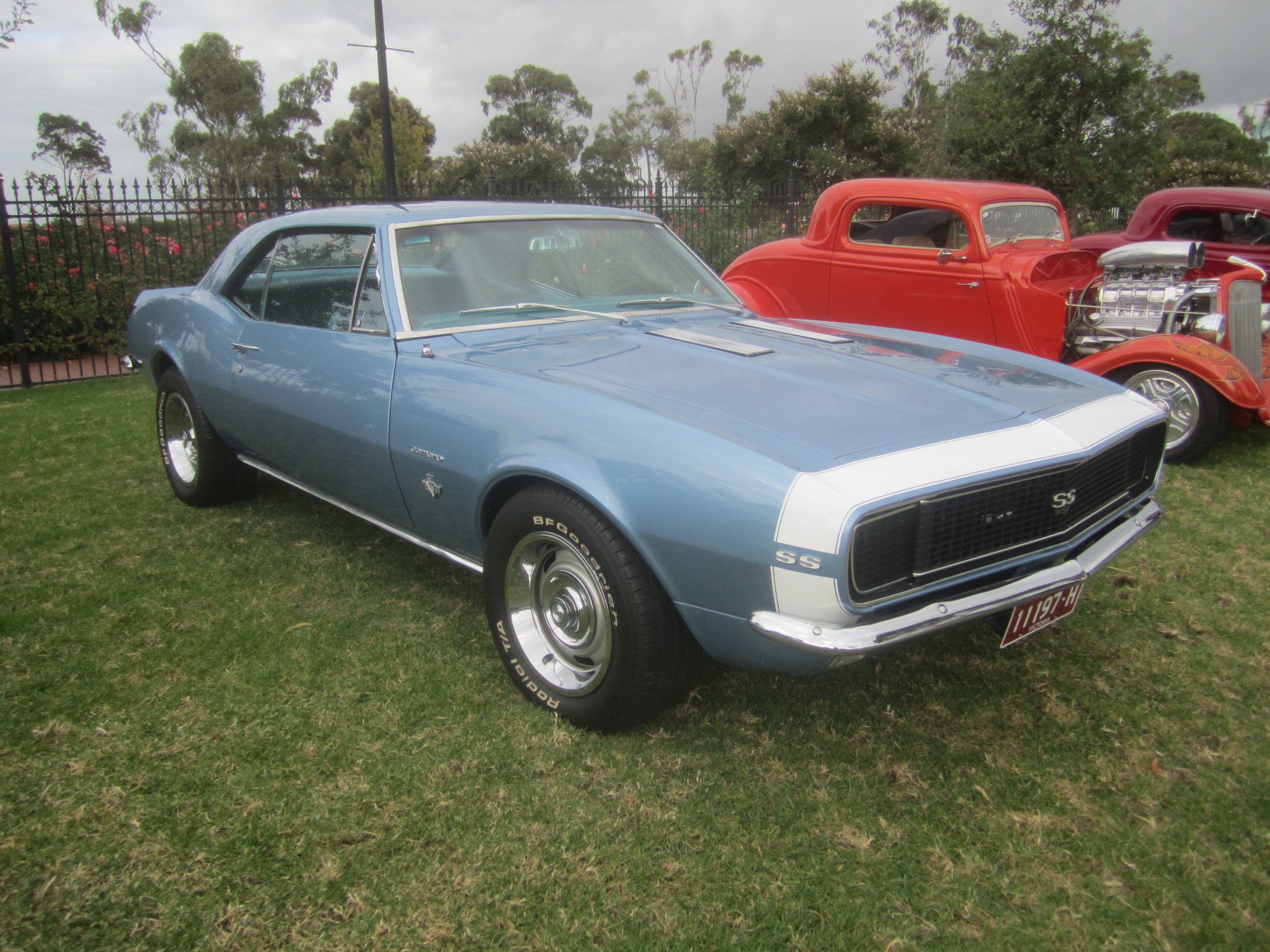
1967 Camaro Sport Coupe SS 350 с пакетом опций Rally Sport

У стандартно оборудованной модели по краям решётки радиатора размещались две круглые фары. Круглые подфарники были расположены рядом. В базовом и недорогом исполнении Camaro был скромно оснащённым автомобилем, но его легко можно было «украсить», оснастив дополнительными опциями. Так, заказная заводская комплектация (Regular Production Options, RPO) Rally Sport (RS), предлагала скрытые фары. В этом случае чёрная облицовка радиатора распространялась на всю ширину, фары закрывались сдвижными шторками, а прямоугольные подфарники располагались под бампером. Особая отделка боковин, эмблемы RS, размещённые на решётке радиатора, крыльях и пробке бензобака дополняли эту опцию.
Базовый шестицилиндровый двигатель имел мощность 140 л. с. (bhp), но по заказу на автомобиль можно было установить более мощный мотор и усиленную ходовую часть. Например, существовала версия Super Sport (SS) — заводская комплектация автомобиля, мощная, сочетающая яркую внешность, усиленное шасси и восьмицилиндровый V-образный, либо 5,7-литровый (350 cid) двигатель мощностью 295 л. с. (bhp), либо новый 6,5-литровый (396 cid) мотор мощностью 325 или 375 л. с. (bhp) в зависимости от степени форсировки. Модель в данном исполнении имела капот с имитацией вентиляционных отверстий сверху, эмблему SS на решётке радиатора и окантовку передней части капота и крыльев: чёрную, для кузовов, окрашенных в светлые цвета, или белую, для тёмных кузовов. Надписи SS также были расположены на передних крыльях, на крышке бензобака сзади и на руле. Опции RS и SS могли быть объединены.
Ещё более интересный автомобиль был разработан для участия в гоночной серии Trans-Am. Специальная версия с оригинальным двигателем, трансмиссией и шасси в декабре 1966 года поступила в продажу. В каталогах фирмы данная заводская комплектация обозначалась кодом Z/28, и внешне отличалась двумя широкими полосками, нарисованными на капоте и крышке багажника.

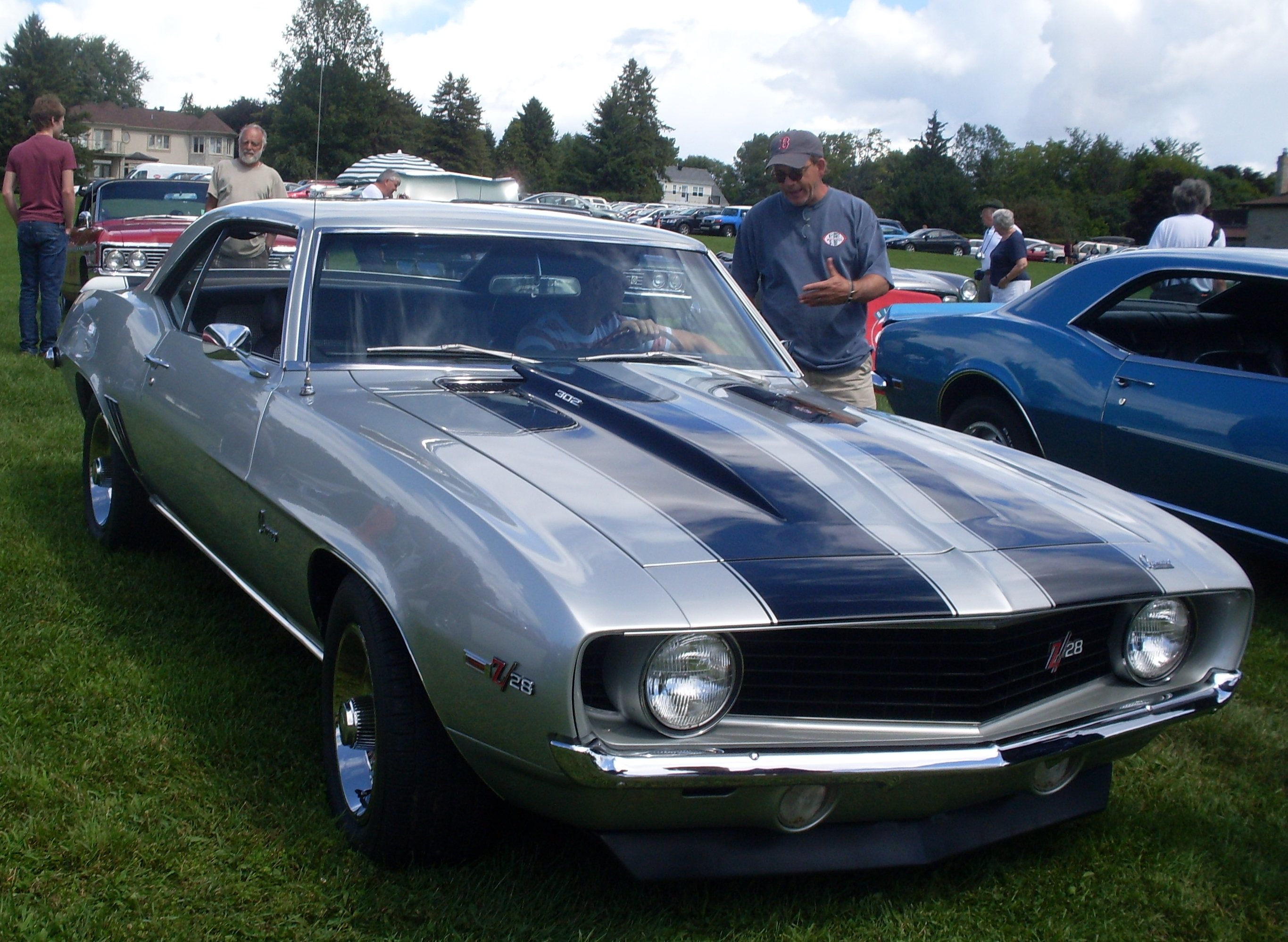
1969 Camaro Z/28 с «горбатым» капотом и опционными спойлерами спереди и сзади

Главным видимым отличием автомобилей 1968 модельного года были сплошные (без форточек) боковые стёкла. Это стало возможным благодаря применению новой вентиляционной системы салона, которая обеспечивала более качественный воздухообмен. Подфарники стали прямоугольными, изменились задние фонари, в соответствии с требованием американского законодательства на передних и задних крыльях появились габаритные огни.
Большая часть наружных панелей кузова (двери и боковины, передние и задние крылья) автомобилей 1969 модельного года были новыми. Camaro стал немного длиннее и шире и выглядел более агрессивно. Появилась новая решётка радиатора с большим изломом, под встроенным бампером располагались большие круглые подфарники, иными стали задние фонари. Шторки, закрывающие фары в исполнении RS, стали другими, в передней части задних крыльев появились декоративные выштамповки, «жабры», которые в дорогих комплектациях отделывались хромом. В салоне стали устанавливать новую переднюю панель. На версию Z/28 по заказу можно было установить «горбатый» капот с большой выпуклой под штамповкой по центру.
Camaro 1969 модельного года был признан лучшим автомобилем за всю историю Chevrolet. Голосование проводилось среди почитателей марки на сайте фирмы и было приурочено к её столетию. Выпуск этих автомобилей продолжался до ноября 1969 года, модели следующего поколения появились только в феврале 1970 года.

## Второе поколение

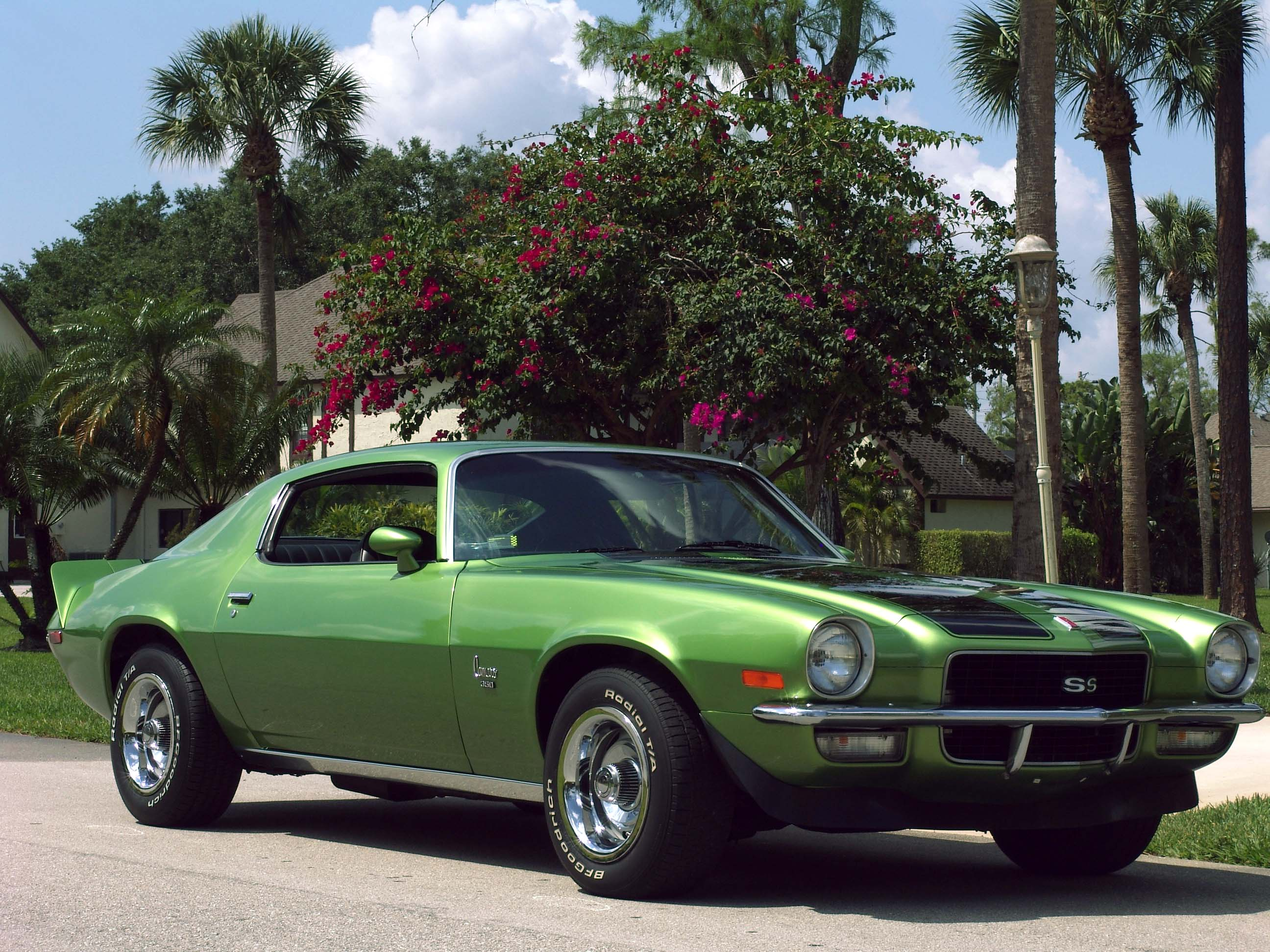
1971 Camaro SS

В феврале 1970 года Chevrolet представил автомобиль, вид которого был намного более экзотичным, чем у большинства американских спортивных купе. Со своими плавными линиями и великолепного стиля передком, новый Camaro радикально отличался от плечистых автомобилей 1969 модельного года. Большое боковое стекло и отсутствие средней стойки придали профилю модели гладкую, обтекаемую форму. Благодаря усилиям Билла Митчела (англ. Bill Mitchell) и команды его дизайнеров новый автомобиль скорее походил на европейские Gran Turismo, считавшиеся эталоном красоты в то время.
Но под плавными линиями осталась старая конструкция: привинченный к кузову передний подрамник, разной длины поперечные рычаги в передней подвеске и задний мост на длинных рессорах. Тщательной настройкой шасси инженеры довели управляемость до уровня настоящего спортивного автомобиля. Кабриолетов не стало, остались только купе.
Так как новый Camaro стал тяжелее, то от слабого 3,8-литрового (230 cid мотора пришлось отказаться. Теперь базовым стал четырёхлитровый (250 cid) 155-сильный шестицилиндровый двигатель. Те, кому хотелось V8, но без претензий, могли взять пятилитровый (307 cid) 200-сильный, а по заказу на любую модель можно было установить 5,7-литровые (350 cid) восьмицилиндровые моторы разной мощности. Для получения более эффектного внешнего вида, стандартная модель могла быть дополнена пакетом специального оформления Rally Sport (RS) с выдвинутой вперёд решёткой радиатора и разрезанным надвое бампером. Любители чего-то более мощного, могли приобрести Camaro в исполнении Super Sport c большим 6,6-литровым (396 cid) V8. Спортивный пакет Z-28 (без косой черты в обозначении с этого поколения), помимо специально настроенного шасси оснащался собственным двигателем.
Кропотливые работы по доводке автомобиля и нахождению равновесия между стилем, чистоты которого добивался Митчел, и конструкцией заняли много времени, значительно больше, чем Джон Делореан, руководитель проекта, предполагал. Всё показывало, что к лету 1969 года, крайнему сроку, автомобиль не будет готов. Срок сдвинули на конец 1969 года, но получалось, что раньше февраля модель не сможет поступить в продажу. Поэтому, когда новый Camaro появился 26 февраля 1970 года, его объявили автомобилем 1970½ модельного года.
В 1970-е не инженеры или маркетологи определяли конструкцию американских автомобилей, а вновь созданное федеральное агентство по охране окружающей среды (EPA). Как волны прилива, ошеломляющее количество законодательных правил обрушилось на производителей автомобилей, и было трудно сказать, справятся ли такие мощные компании как GM и Ford с ними. Резкое падение мощности двигателей в связи с обязательным переходом на неэтилированный бензин в 1971 модельном году охладило продажи. Забастовка рабочих автопромышленности (UAW) в сентябре—ноябре 1970 года также внесла свой вклад в уменьшение выпуска. Всё стало ещё хуже в 1972 модельном году. 7 апреля профсоюз остановил завод в Норвуде, на тот момент это было единственное предприятие по производству Camaro. Забастовка длилась 117 дней, до конца модельного года и этот год стал худшим в истории Camaro второго поколения. Из-за вновь вводимых со следующего года требований по сопротивлению удару около 1100 автомобилей различной стадии готовности были уничтожены, так как их переделка была невозможна.
Но событием, которое повлияло на автопроизводителей больше, чем все законодательные акты, стало арабское нефтяное эмбарго. Объединённые Арабские Эмираты с октября 1973 года ограничили поставки сырой нефти в США, цена на бензин сразу возросла в два-три раза, если его вообще можно было купить. Автомобили с восьмицилиндровыми моторами теперь стали называть пожирателями бензина, а полноразмерные модели стояли в салонах, не находя покупателей. Американцы активно пересаживались на небольшие европейские автомобили, а продажи Camaro падали. Кое-кто в руководстве GM решил, что дни модели сочтены и там всерьёз рассматривались планы по закрытию завода и прекращению выпуска Camaro.

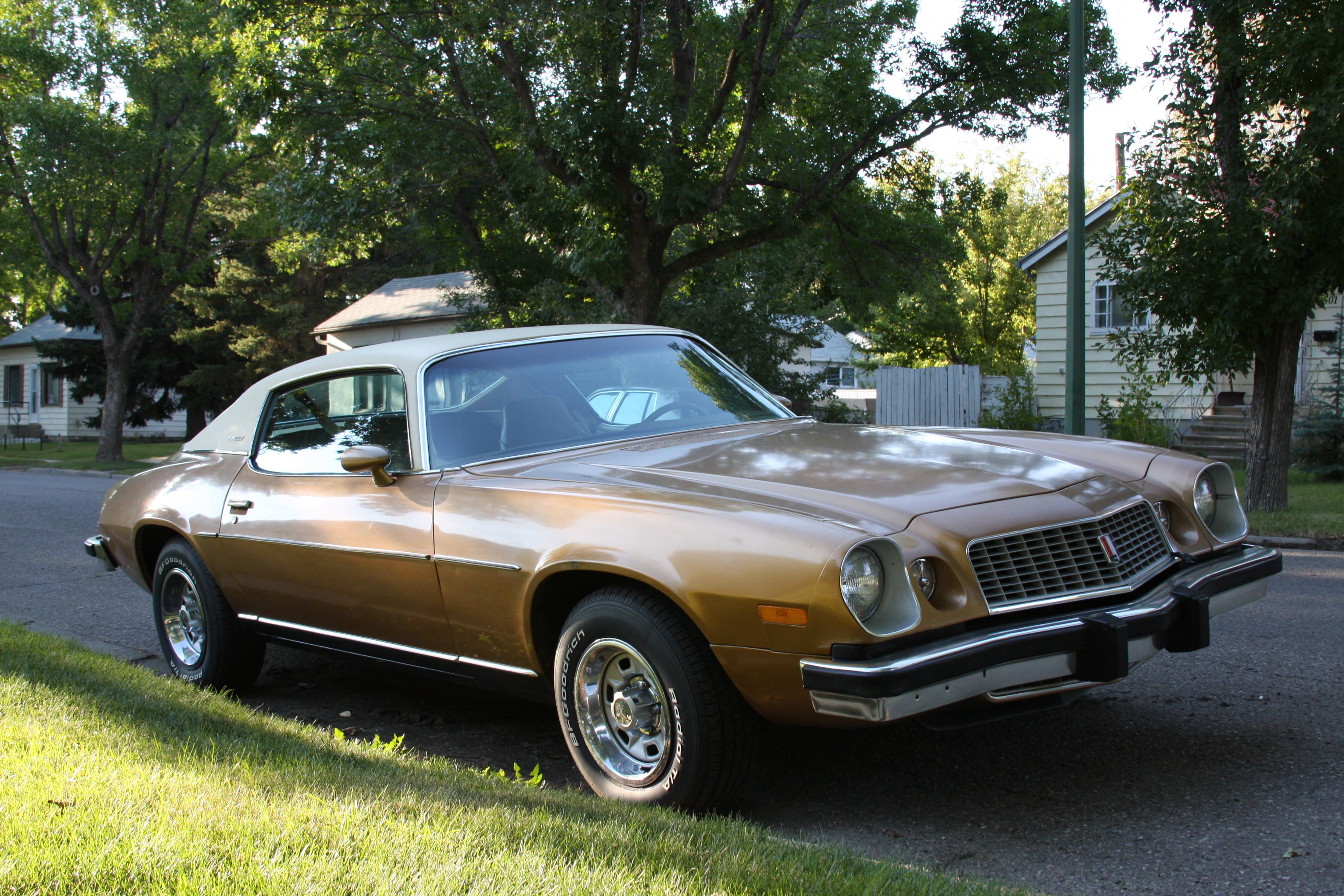
1974 Camaro LT с блестящей решёткой радиатора, энергопоглощающим бампером и виниловым покрытием крыши

Нельзя сказать, что на Chevrolet не реагировали на эти вызовы. В 1973 модельном году комплектация SS с огромными прожорливыми двигателями исчезла из производственной программы. Вместо неё появилась новая модель Type LT. Покупателям больше нравился комфорт, чем мощность, и модель LT предлагала отделанный с максимальной роскошью салон с дополнительной шумоизоляцией и полным набором опций. В 1974 модельном году, в соответствие с требованиями законодательства на Camaro установили энергопоглощающие бампера, что привело к изменению передней и задней частей автомобиля. Комплектации Rally Sport не стало, так как сделать разрезанный энергопоглощающий бампер было сложно. Базовый пятилитровый (307 cid) восьмицилиндровый двигатель также исчез. На стандартную модель и Type LT устанавливались либо шестицилиндровый мотор, либо один из двух восьмицилиндровый 5,7-литровых (350 cid) моторов разной мощности. Любую модель можно было оснастить заказным пакетом Z28 с собственным оригинальным двигателем.
В конце 1974 модельного года наблюдалось беспрецедентное вымирание спортивных автомобилей. Plymouth Barracuda и Dodge Challenger были отправлены в отставку, а также AMC Javelin. Ford Mustang теперь базировался на платформе компактного Pinto и больше не имел двигателей V8. Как мог рынок, ещё десять лет назад бывший таким крепким, исчезнуть так быстро? Причин было несколько. Эскалация норм на выбросы и дополнительная плата за мощность сделала большинство автомобилей слишком дорогими для молодёжи. Растущее движение в защиту окружающей среды объявило их главными вредителями матушки-Земли. К тому же, первые устройства по снижению токсичности выхлопов сильно снижали мощность прежде быстрых машин. Всё это привело к падению продаж маскл каров до уровня, при котором производители больше не считали их существенной часть рынка. На General Motors также задумались о целесообразности дальнейшего производства Camaro. Но, к счастью, трезвый расчёт победил и автомобиль выжил.
С 1975 модельного года на все автомобили GM стали устанавливать каталитические нейтрализаторы отработавших газов. Ставить два нейтрализатора в традиционную двойную выхлопную систему пакета Z28 было очень дорого, к тому же катализатор серьёзно снижал мощность, поэтому комплектации Z28 с этого года не стало. Зато, во второй половине модельного года вернулась опция Rally Sport. На этот раз не предлагались скрытые фары или разрезанный бампер, это был просто иной вариант расцветки автомобиля: в чёрный цвет были окрашены капот, передние стойки и большая часть крыши. В 1976 модельном году появился новый базовый восьмицилиндровый мотор рабочим объёмом пять литров (305 cid). Помимо него на автомобили устанавливался один шестицилиндровый мотор и один 5,7-литровый (350 cid) V8, всего три двигателя. Предлагаемый выбор радио (пять вариантов) был больше. Ценность автомобиля в середине 1970-х годов измерялась в децибелах звука, а не в лошадиных силах.

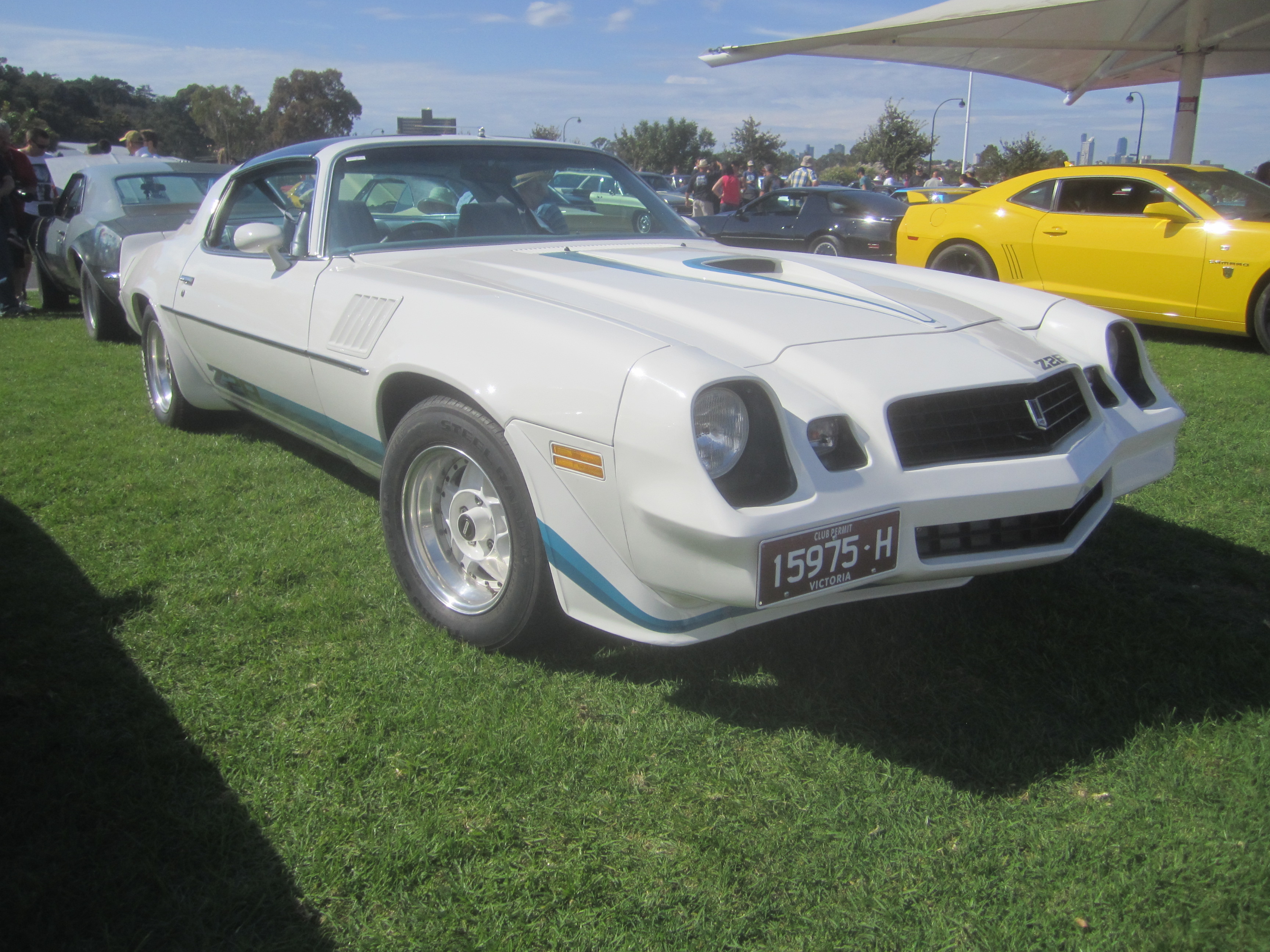
1979 Camaro Z28 с имитацией воздухозаборника на капоте, вентиляционными решётками на крыльях и съёмными панелями крыши

В 1977 модельном году вновь появилась комплектация Z28, новая разделённая выхлопная система которой состояла из одного нейтрализатора и двух глушителей-резонаторов с пониженным сопротивлением и очень сочным звуком выхлопа. Понимая, что прирост мощности будет незначительным, инженеры Chevrolet уделили много времени подвеске, добившись утончённой управляемости. В этом модельном году Camaro впервые обогнал Mustang по объёму продаж, хотя этому во многом поспособствовал крайне невнятный Mustang II. В 1978 году Camaro был вновь модернизирован. Большие пластиковые панели закрыли энергопоглощающие передний и задний бампера, изменились передние крылья, решётка радиатора, передняя и задняя светотехника. По заказу на любую модель можно было установить прозрачные съёмные панели крыши над водителем и пассажиром. Когда их убирали, Camaro превращался в автомобиль с кузовом тарга. В 1979 модельном году люксовую Type LT заменила не мене комфортабельная Berlinetta с блестящей решёткой радиатора и различными декоративными элементами снаружи и внутри. И вновь рост продаж, в этом модельном году было изготовлено 282½ тысячи Camaro, рекорд, который вряд ли удастся превзойти.
В 1980 модельном году шестицилиндровый рядный двигатель, устанавливаемый на Camaro с самого первого года выпуска, был заменён на новый, более экономичный V-образный шестицилиндровый мотор. Camaro старел, а когда новый Mustang третьего поколения вновь стал спортивным автомобилем, продажи стали падать. Но на Chevrolet уже готовили замену, и в конце лета 1981 года началась перестройка производства под выпуск модели следующего поколения. За двенадцать лет выпуска было изготовлено почти два миллиона автомобилей и, несмотря на множество тяжелейших проблем, Camaro второго поколения стал самым успешным в истории марки.

## Третье поколение
Работы над автомобилем третьего поколения начались в марте 1975 года, предполагалось что новый Camaro поступит в продажу в 1980 модельном году. В те годы на рынке стали массово появляться переднеприводные модели и у корпорации GM уже имелся такой готовый автомобиль — Chevrolet Citation. На его базе и предполагалось сделать Camaro, который должен был стать меньше и легче. К началу 1977 года дизайн-проект нового автомобиля в основном был готов и он был сделан под любую конфигурацию, так как решение о типе привода пока ещё не было принято.
Новый вице-президент корпорации по дизайну Ирвин Рыбицкий (англ. Irvin Rybicki), пришедший в августе 1977 года, пересмотрел все направления работы, в том числе потребовал изменить Camaro. К этому времени ассистентом Роджером Хугетом (Roger Hughet), работавшим в дизайн-студии № 1 под руководством Билла Портера (Bill Porter), уже были созданы несколько макетов нового Firebird. На основе этих работ он сделал эскизы, а затем масштабные модели Camaro, которые были утверждены Рыбицким.
Одновременно главный инженер проекта Том Циммер (Tom Zimmer) доказал, что небольшой спортивный автомобиль с большим двигателем V8, абсолютно необходимым компонентом пони кар, не может быть переднеприводным. Постепенно этот вопрос и огромное множество других прояснялись. Планируемая дата выхода Camaro была перенесена на 1982 модельный год, что дало проектировщикам время на отработку всех деталей. А когда новый автомобиль появился на улицах, стало понятно, что время потрачено не зря.

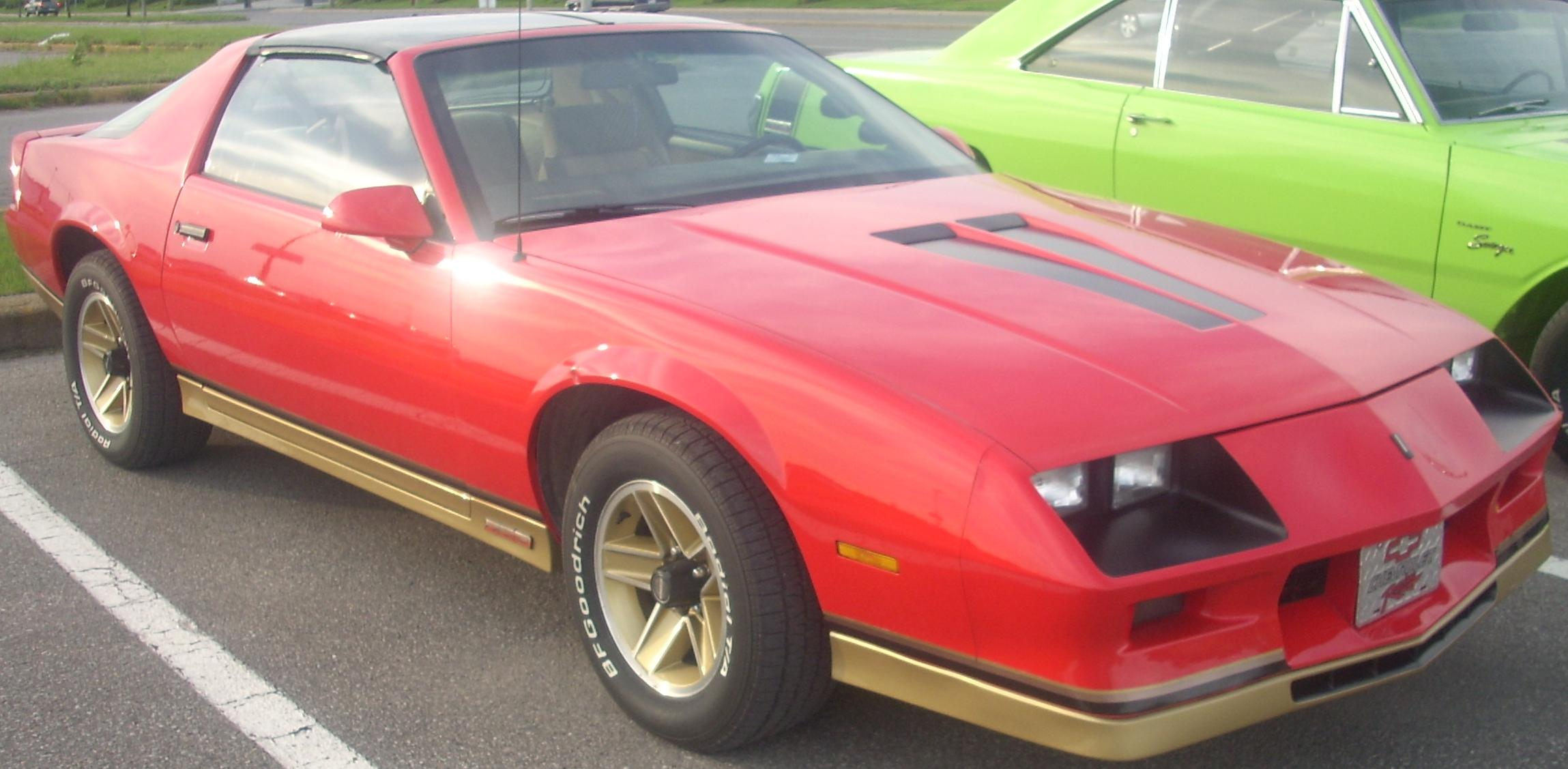
1983 Camaro Z28 с углублениями на капоте, небольшим спойлером на кромке багажника и золотистым обвесом понизу кузова

Новый Camaro получился просто великолепным! Как это уже было в 1970 году, его появление мгновенно сделало все остальные спортивные купе Америки устаревшими. Формы автомобиля были чёткими и изящными, а версия Z28 не так кричаще раскрашенной. Он сохранил фирменные черты Camaro — длинный нос, короткую корму и большие боковые окна. К тому же, автомобиль прекрасно управлялся. Журнал Car and Driver после сравнительного теста назвал Camaro Z28 лучшим по управляемости автомобилем Америки, а издание Motor Trend признало его автомобилем 1982 года, в первую очередь за отличные ходовые свойства.
Полностью новый автомобиль был значительно меньше предшественника: он имел на 7 дюймов (~180 мм) короче колёсную базу и был примерно на 500 фунтов (~250 кг) легче. Теперь это был хетчбэк с большой крышкой багажника сзади, в основном состоящей из стекла. Новым стало и шасси с независимой передней подвеской типа Макферсон и задним мостом на пружинах.
Как и раньше, предлагалась базовая модель Sport Coupe, со впервые для Camaro четырёхцилиндровым 2,5-литровым двигателем мощностью 90 л. с. Более комфортабельная Berlinetta, с немного иным внешним оформлением и укомплектованным по максимуму салоном, оборудовалась шестицилиндровым V-образным 2,8-литровым мотором мощностью 100 л. с. Пакет спортивных опций Z28 для базовой модели включал в себя аэродинамический обвес по нижней части кузова, декоративные углубления на капоте и небольшой спойлер на крышке багажника. Автомобиль в таком исполнении оборудовался специально настроенной подвеской и большим восьмицилиндровым V-образным пятилитровым (305 кубических дюймов) двигателем мощностью 145 л. с.
Дешёвая модель Sport Coupe и спортивная версия Z28 продавались очень хорошо. Так, в 1984 модельном году были проданы рекордные 100 тысяч Z28. Того же нельзя было сказать про модель Berlinetta. Чтобы оживить продажи, на неё стали устанавливать футуристического вида цифровую панель приборов. В те годы светодиоды получили широчайшее распространение, и для Camaro сделали светящуюся панель с цифровым спидометром и бегущей полоской тахометра. Вокруг приборов были удобно размещены переключатели, до которых можно было легко дотянуться пальцами. А под центральной консолью, повёрнутые к водителю, располагались «кубики» музыкальной системы с радио и кассетным плейером. Положение дел это не улучшило, в 1986 году продажи модели Berlinetta не превышали 2 % и производство её прекратилось. А шестицилиндровый двигатель «по наследству» перешёл к модели Sport Coupe, с 1987 модельного года четырёхцилиндровых Camaro не стало.
Зато спортивная ветвь автомобиля активно развивалась. В те годы фирма Chevrolet была генеральным спонсором Международной гонки чемпионов (англ. International Race of Champions), которая проводилась на специально подготовленных Camaro. Так что в 1985 модельном году появилась IROC-Z, сначала как дополнительная опция спортивной версии Z28, а потом и как отдельная модель. Автомобиль имел надпись Camaro по центру передка, противотуманные фары по бокам от неё, окрашенный в тон кузова более низкий аэродинамический обвес понизу, крупные надписи IROC-Z на дверях, оборудовался спортивным шасси со специальными колёсами и шинами и использовал самые мощные двигатели. В этом модельном году все версии Camaro получили небольшое внешнее обновление: решётка радиатора, подфарники, нижний спойлер спереди, воздухозаборники и задние фонари стали новыми, а на модели Z28 появились новые, «в решёточку» декоративные накладки на капоте.

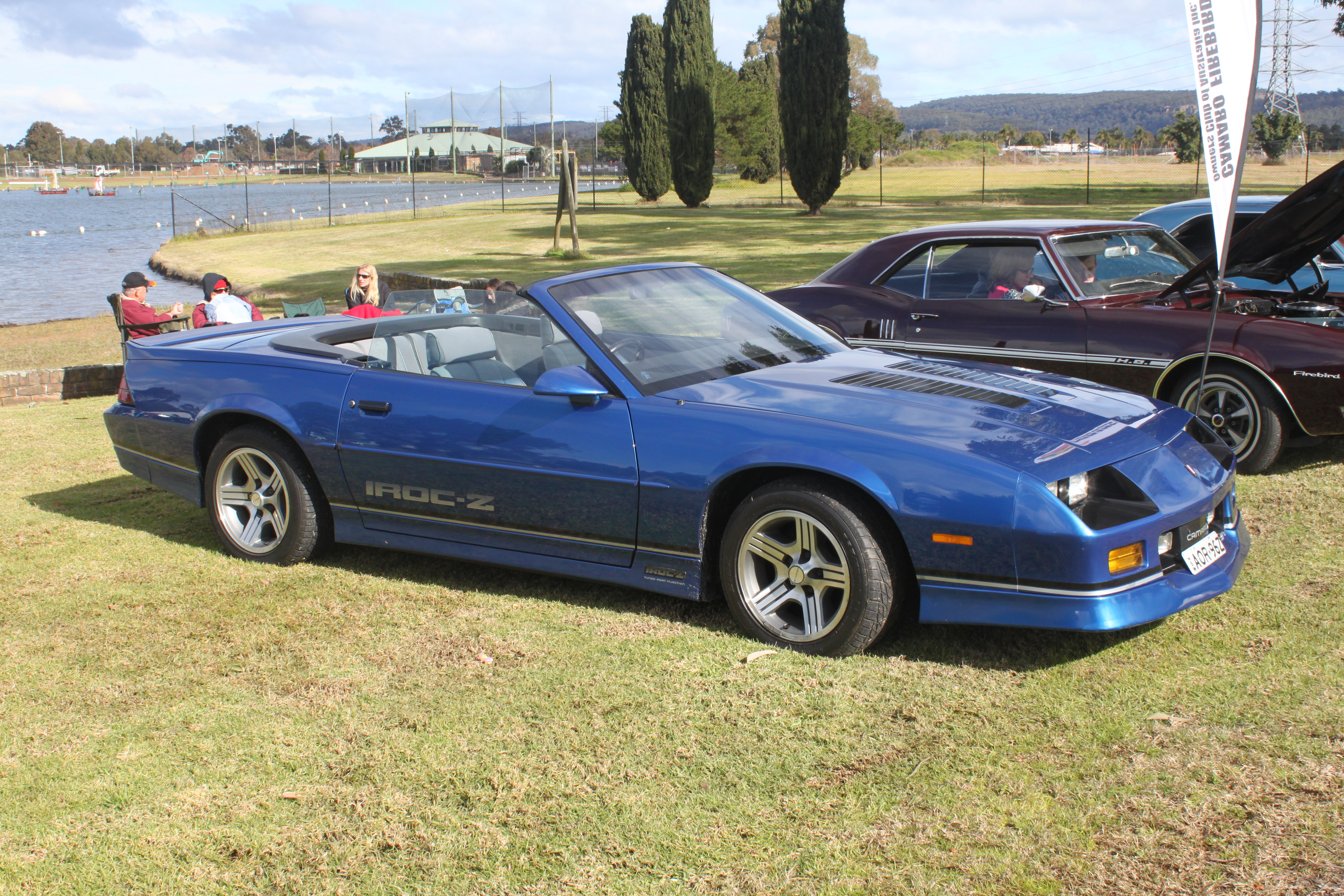
1989 Camaro IROC-Z Convertible с решётчатыми накладками на капоте, появившимися в 1985 модельном году

Тем временем, в 1987 году впервые за почти 20 лет вновь появилась открытая версия Camaro Covertible. Модели в таком исполнении не собирались на конвейере Chevrolet, их изготовлением занималась отдельная фирма American Specialty Cars (ASC). На неё поставлялись готовые собранные автомобили, где с них срезали верх, монтировали усилители кузова и складываемую крышу. Поднималась и опускалась крыша вручную, но её механизм был так хорошо спроектирован и изготовлен, что весь процесс занимал всего несколько секунд.
Вообще, в 1987 модельном году предлагался самый широкий выбор Camaro: базовая Sport Coupe, её более комфортабельная версия LT, спортивная модель Z28 и экстремальная IROC-Z. Все модели можно было заказать в открытом варианте Convertible. Не менее разнообразной была и гамма двигателей. Базовая и комфортабельная версии оснащались 2,8-литровым V-образным шестицилиндровым мотором мощностью 135 л. с. Обе спортивные модели имели под капотом карбюраторный пятилитровый V-образный восьмицилиндровый двигатель мощностью 170 л. с., по заказу этот мотор можно было установить и на другие Camaro. На спортивные модели также можно было заказать впрысковую версию этого двигателя, которая развивала 215 л. с. или, вновь появившийся с этого модельного года рабочим объёмом 350 кубических дюймов (5,7 литра) восьмицилиндровый двигатель мощностью 225 л. с.
Версии LT и Z28 исчезли из производственной программы Camaro 1988 модельного года. Зато внешние атрибуты последней были перенесены на базовою модель Sport Coupe. Она получила спортивный обвес понизу кузова и оригинальное небольшое антикрыло на кромке багажника, которое впрочем вскоре было заменено на обычный спойлер. Всё это придавало недорогой и популярной модели более спортивный вид.
В 1989 году закончились сотрудничество фирмы Chevrolet с Гонкой чемпионов, и производить IROC-Z после 31 декабря 1989 года было нельзя. Предполагалось просто заменить название IROC-Z на Z28, но это могло создать путаницу на рынке. Поэтому было решено укоротить 1990 модельный год и ускорить появление автомобилей 1991 модельного года.

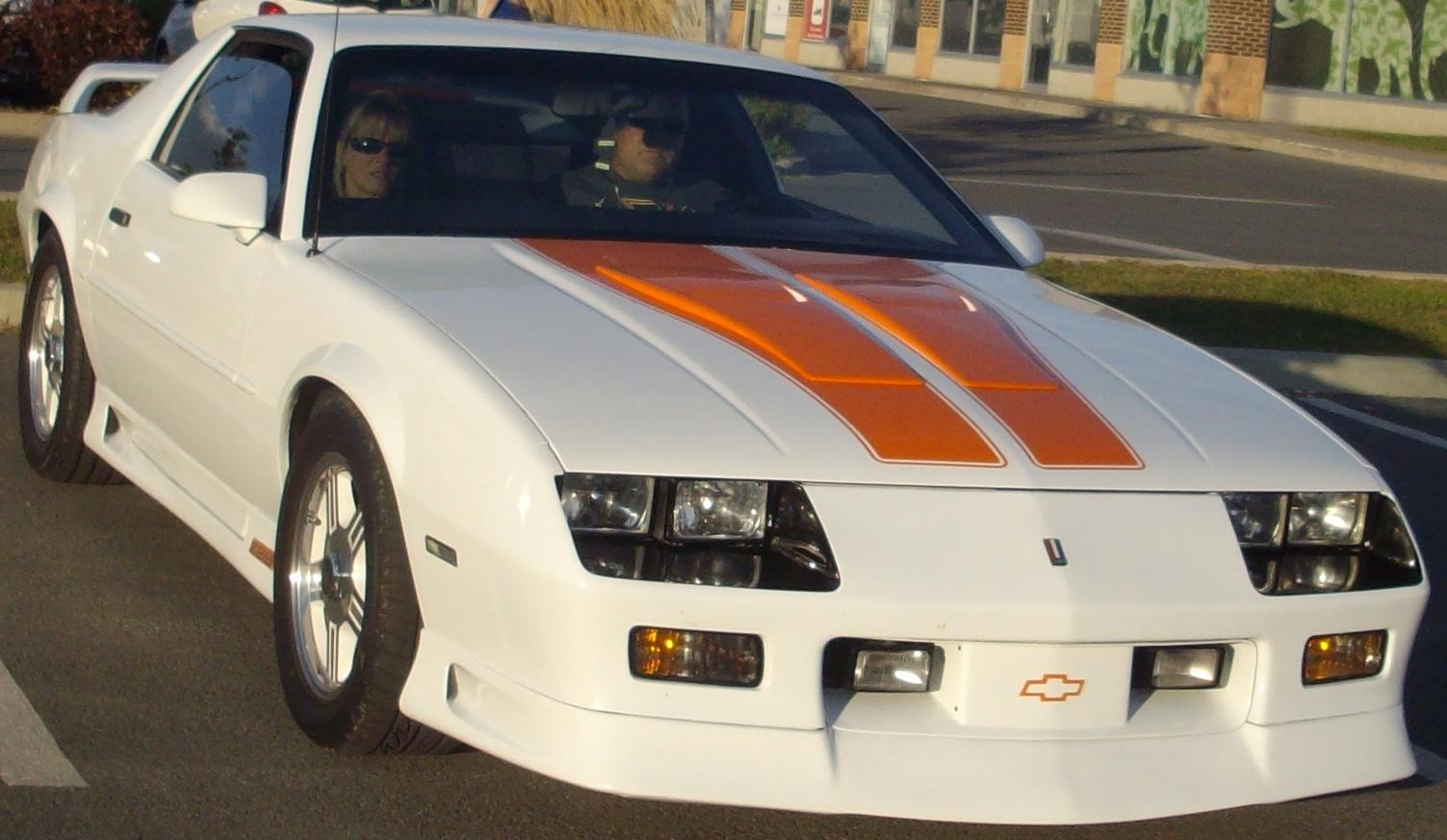
1992 Camaro Z28 с выступающими накладками на капоте, новым обвесом и антикрылом сзади, в юбилейном оформлении

1990 модельный года начался как обычно в сентябре 1989-го и модели, новая базовая RS с новым 3,1-литровым шестицилиндровым двигателем мощностью 140 л. с., IROC-Z и их открытые версии, собирались до конца календарного года. Они оставались в продаже и в следующем году, пока в марте 1990-го не представили автомобили 1991 модельного года. Обновлённые RS и Z28 имели другой, с воздуховодами, обвес понизу, а Z28 выступающие накладки на капоте и большое заднее антикрыло. В соответствии с требованиями законодательства, автомобили в обязательном порядке стали оборудоваться водительской подушкой безопасности.
В ознаменование 25 годовщины выпуска первого Camaro, все автомобили 1992 модельного года получили соответствующую надпись на передней панели справа. Кроме этого, можно было заказать и специальный юбилейный пакет опций, включавший в себя две цветные продольные полосы по капоту и на багажнике, окрашенную в цвет кузова решётку радиатора и юбилейную эмблему сзади.
В августе 1987 года был закрыт завод в Норвуде, родина самых первых Camaro, а 27 августа 1992 года последний автомобиль третьего поколения сошёл с конвейера завода в Ван-Найс.

## Четвёртое поколение
С 1993 по 2002 год Camaro имел четыре варианта двигателя: 3.4 L32 V6 — 162 л. с. (1993—1995), 3.8 L36 V6 — 200 л. с. (1995—2002), 5.7 LT1 V8 мощностью 279 л. с. (1993—1997) и 5.7 алюминиевый LS1 выдающий 305 л. с. (1998—2002). С 1993 года выпускался вариант с двумя лампами на фару, с 1997 года стали выпускать рестайлинговую версию с цельными фарами.
15 мая 2002 г. General Motors заявил, что приостанавливает производство Chevrolet Camaro и Pontiac Firebird и закрывает завод в Канаде, где эти машины производились. Такое решение основано на анализе специалистов с Уолл-стрит, которые сказали, что у «большой американской тройки» слишком много заводов в США и Канаде. Слухи о сворачивании производства Chevrolet Camaro и Pontiac Firebird ходили уже давно, основываясь на непрерывном падении спроса на эти автомобили. Так, в 2002 году продажи упали на 26 %, за август было продано 38 564 Chevrolet Camaro и Pontiac Firebird, что очень мало, если сравнить с 112 242 Ford Mustang, проданными за тот же период.

### 35th anniversary
Chevrolet заявил о 35-летнем юбилее модели Camaro, выпустив к 2002 году ограниченное количество юбилейных автомобилей. Он имел двигатель V8 LS1 мощностью 345 лошадиных сил, задний спойлер, систему ограничения выхлопов и 6-скоростную ручную коробку передач, а также 17-дюймовые, окрашенные в чёрный цвет алюминиевые колеса с полированными спицами, с шинами Goodyear F1.
«Юбилейная» модель имеет 2 варианта кузова: с откидывающимся верхом и купе.

## Пятое поколение

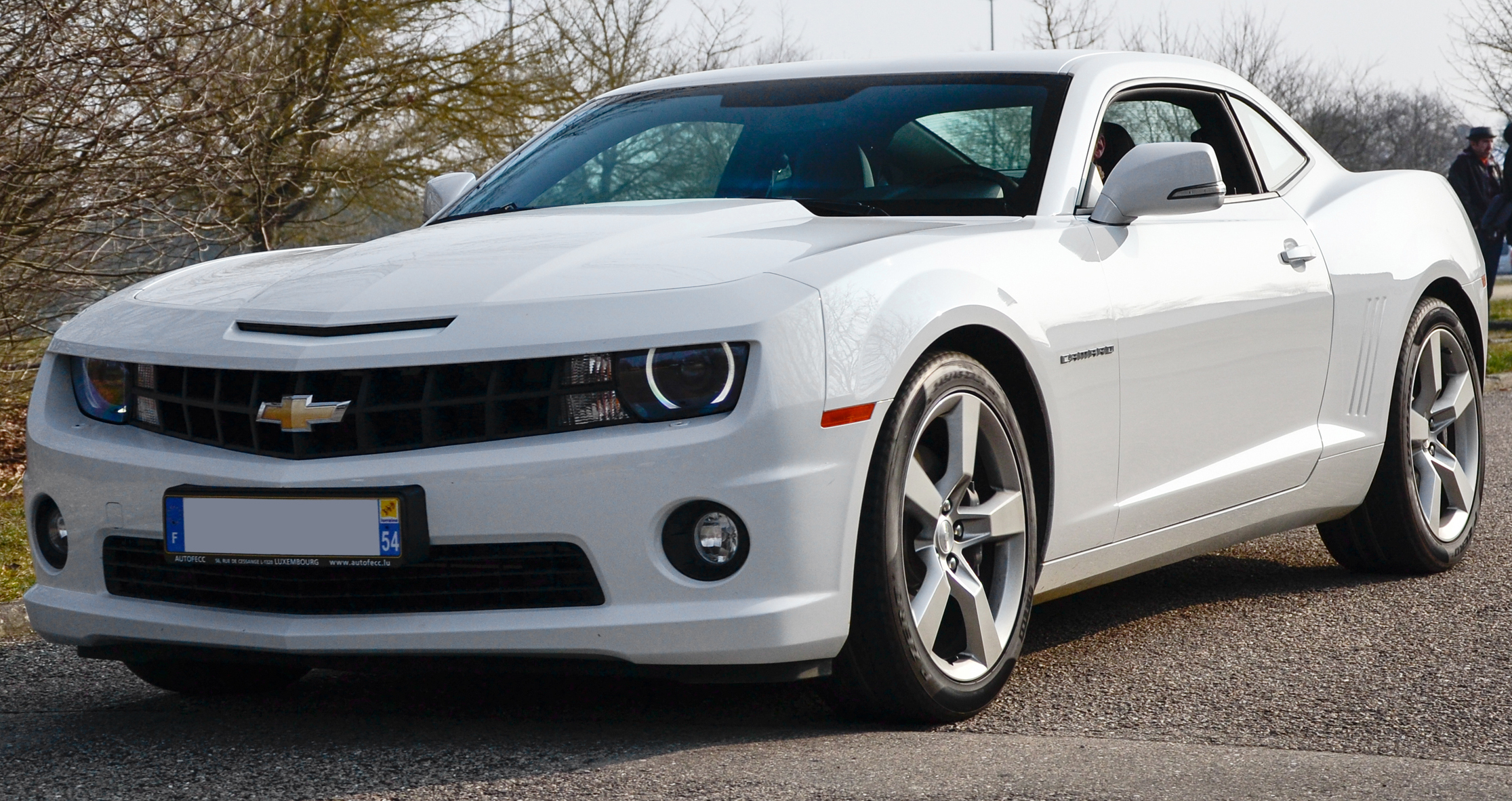
Chevrolet Camaro пятого поколения

После долгого перерыва, в 2009 году появился Camaro пятого поколения модельного  2010 года. Новый автомобиль был разработан австралийским подразделением GM  Holden на основе собственной платформы GM Zeta. Внешний вид разработал южнокорейский дизайнер Сан Юп Ли, известный также своими работами с Bentley.
Автомобиль предлагался в пяти комплектациях: LS, 1LT, 2LT, SS. В комплектациях LS и LT устанавливались двигатели V6 объемом 3.6 л мощностью  304 л. с., в комплектации  SS — V8 объемом 6.2 л мощностью  427 л. с с МКПП и 400 л.с. с АКПП. Комплектации LS и LT оснащались 18-дюймовыми колёсными дисками, а SS — 20-дюймовыми. Все автомобили имели независимую заднюю подвеску, рулевое управление с изменяемым передаточным числом, шесть подушек безопасности. Максимальная  скорость составляла 245 км/ч.
В 2009 году появилось специальная версия, посвященная фильму «Трансформеры», с двумя черными полосами, значками автоботов в салоне и на крыльях и особыми накладками на пороги.
В 2011 году автомобиль начал выпускаться с кузовом родстер. Также в 2011 году появилась самая мощная версия ZL1 с турбодвигателем 6.2 л мощностью 580 л.с., активной подвеской Magnetic Ride, тормозами Brembo, дифференциалом с масляным холодильником и системой активного управления GM Power Traction Management.

## Шестое поколение
В субботу 16 мая 2015 года в Детройтском Бель-Иль парке (англ. Belle Isle Park) состоялся первый официальный показ модели шестого поколения. Во время церемонии была организована выставка 25 лучших серийных, концептуальных и гоночных Camaro предыдущих поколений из запасников GM и частных коллекций. В конце октября первые Camaro начали сходить с конвейера, а в середине ноября они поступили в продажу в США как автомобили 2016 модельного года. В России модель нового поколения была представлена летом 2016 года.
Автомобиль создан на новой корпоративной платформе Alpha, но у Camaro более 70 % деталей новые, включая полностью новый интерьер, новые переднюю и заднюю подвески и силовой привод. Он стал немного меньше и легче, но сохранил все узнаваемые черты.

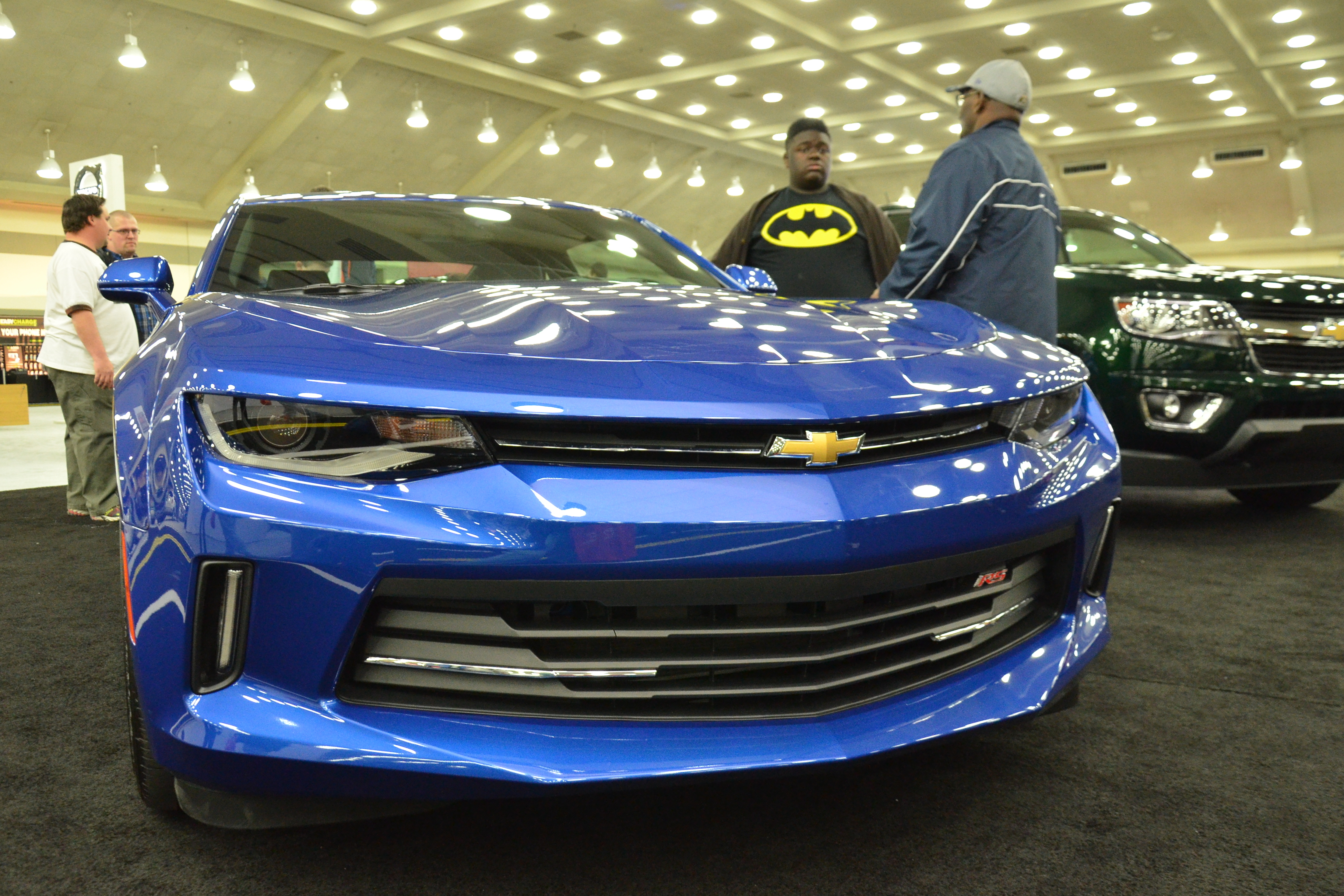
2016 Camaro LT с пакетом оформления RS

Рассечённый надвое линией узких фар и полосами решётки радиатора передок, а также вытянутые задние фонари базовых моделей LS и LT придают им некоторое сходство с автомобилями первого поколения. Модели стандартно оснащаются четырёхцилиндровым двухлитровым двигателем с турбонаддувом мощностью 275 л. с. Это самые экономичные Camaro из всех когда-либо выпускавшихся. По заказу на модели можно установить новый 3,6-литровый V-образный шестицилиндровый мотор мощностью 335 л. с.
Спортивная версия SS с иным, более агрессивным оформлением передка имеет реальные вентиляционные отверстия на капоте, которые улучшают охлаждение двигателя и снижают подъёмную аэродинамическую силу, чему способствует также заднее антикрыло. Модель используют ксеноновые фары и светодиодные дневные ходовые огни, выполненные в виде окантовки фар и, также светодиодные, подфарники и задние фонари. Оснащается автомобиль 6,2-литровым V-образным восьмицилиндровым двигателем развивающим мощность 445 л. с.
На всех моделях двигатели стандартно агрегатируются с шестиступенчатой механической коробкой передач, а по заказу возможна установка восьмиступенчатой автоматической трансмиссии.
Пакет внешнего оформлением RS, доступный для базовых версий, включает в себя такие же светодиодные дневные ходовые огни, подфарники и задние фонари, как у модели SS, а также хромированные накладки на решётку радиатора, небольшой спойлер на кромке багажника, специальные 20-дюймовые колёса и эмблемы RS спереди и сзади.

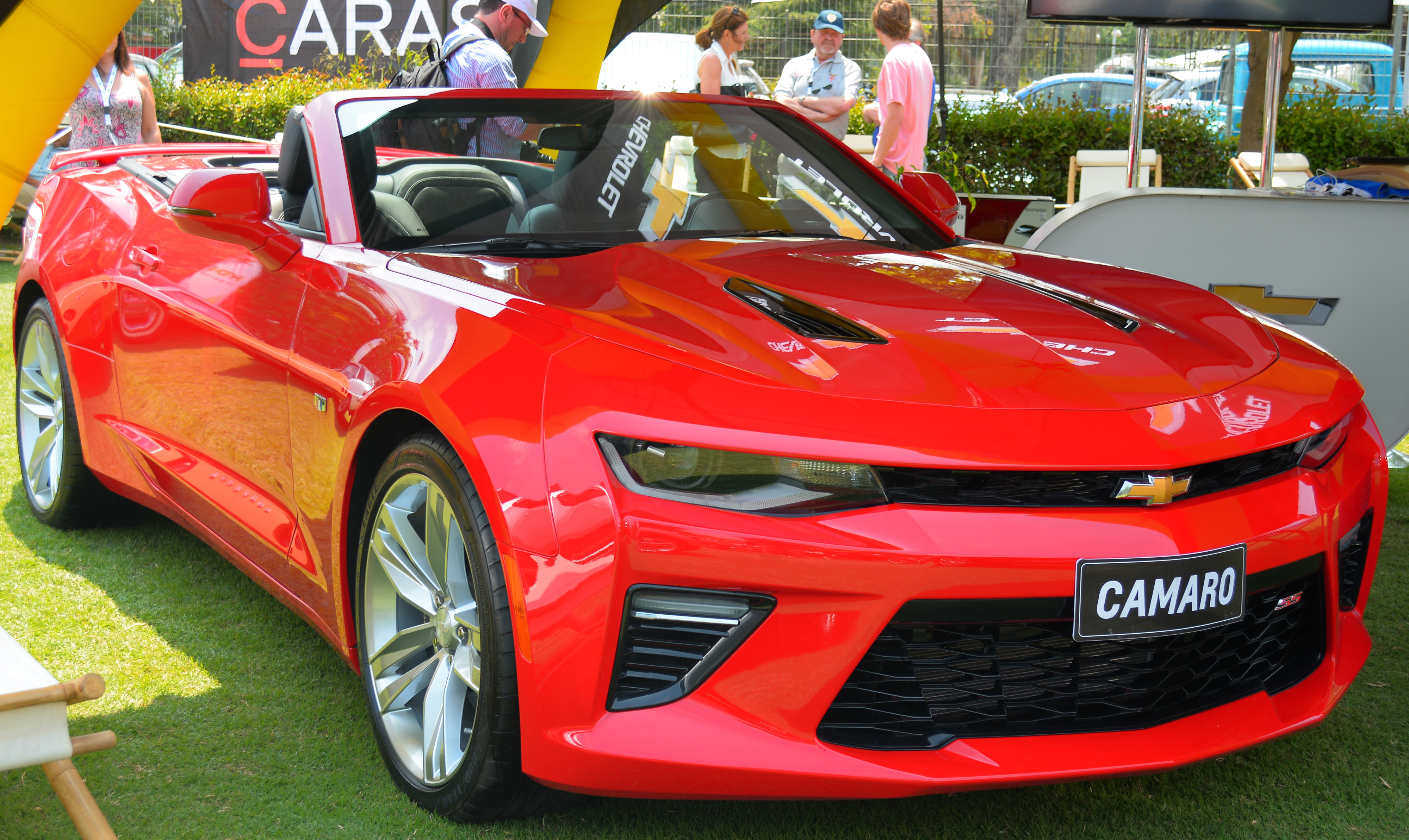
2016 Camaro SS Convertible с воздушными направляющими по краям бампера и вентиляционными отверстиями на капоте

Все модели можно заказать в открытом исполнении Convertible. Кабриолет имеет полностью автоматически складываемый верх с электрогидравлическим приводом, который можно поднять или опустить в движении на скорости до 50 км/ч, а также задействовать дистанционно с брелка. Мягкая складная крыша представляет собой многослойную конструкцию со встроенной шумо и теплоизоляцией, что позволяет эксплуатировать автомобиль с любое время года. В поднятом виде она повторяет контуры крыши купе, а в сложенном — полностью скрывается ниже поясной линии автомобиля.
Американский автомобильный журнал Car and Driver включил новый Camaro (наряду с Ford Mustang Shelby) в десятку лучших автомобилей 2016 модельного года, а журнал Motor Trend объявил его победителем своего конкурса Автомобиль года.
В начале 2016-го для автомобилей 2017 модельного года был представлен гоночный (трековый) пакет опций 1LE. Он включает в себя настоянную подвеску, дифференциал с изменяемым проскальзыванием, дополнительные радиаторы, и специальные колёса и шины. Внешне такой автомобиль отличается матовым чёрным капотом, оригинальной решёткой радиатора с рассекателем воздуха понизу и чёрным задним спойлером. В салон можно заказать гоночные сиденья Recaro и систему записи видео и данных о прохождении гоночного круга. Пакет доступен для автомобилей с шести- и восьмицилиндровыми моторами.
Чуть позже вновь появилась экстремальная модель ZL1. Разгон, торможение и управляемость этого автомобиля находятся на уровне лучших гоночных моделей, но он полностью пригоден для движения по дорогам общего пользования. Длительные испытания в аэродинамической трубе с последующей проверкой на гоночном треке определили внешние формы модели. Все дополнительные навесные элементы призваны направлять воздух вокруг и под автомобиль, улучшая его аэродинамику и охлаждение. В салоне стандартно установлены гоночные кресла Recaro и спортивный руль. Модель оснащается специальной настроенной подвеской, более мощными тормозами, особыми колесами и шинами, и оборудуется 6,2-литровым V-образным восьмицилиндровым двигателем с механическим наддувом мощностью 640 л. с. Мотор стандартно агрегатируется с шестиступенчатой механической коробкой передач, но по заказу может быть оборудован новой десятиступенчатой автоматической трансмиссией. В марте 2016 года была представлена открытая версия автомобиля ZL1 Convertible.

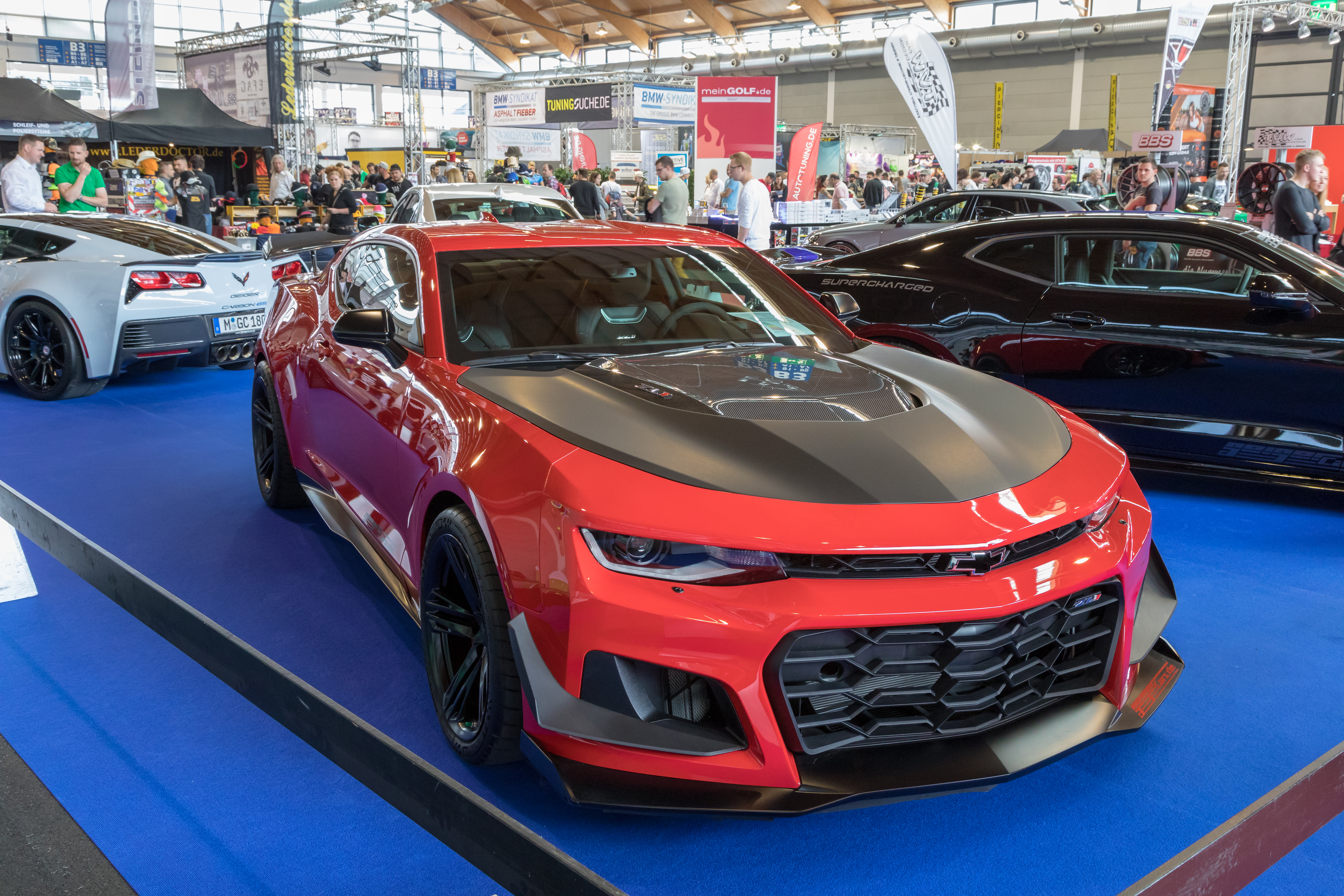
2018 Camaro ZL1 с гоночным пакетом опций 1LE

Осенью 2016 года отмечалось 50-летия выпуска первого Camaro. В ознаменование этого события в продажу поступил автомобиль в юбилейном оформлении. Он был окрашен в особый цвет серый металлик (Nightfall Gray Metallic), имел уникальные 20-дюймовые колёса, фирменную решётку радиатора с хромированными вставками, тормоза оранжевого цвета и надписи Fifty на передних крыльях и крышке багажника. Внутри автомобиля были установлены кожаные сиденья с оранжевой прострочкой, а на передней панели, рулевом колесе и спинках сидений размещались юбилейные эмблемы.

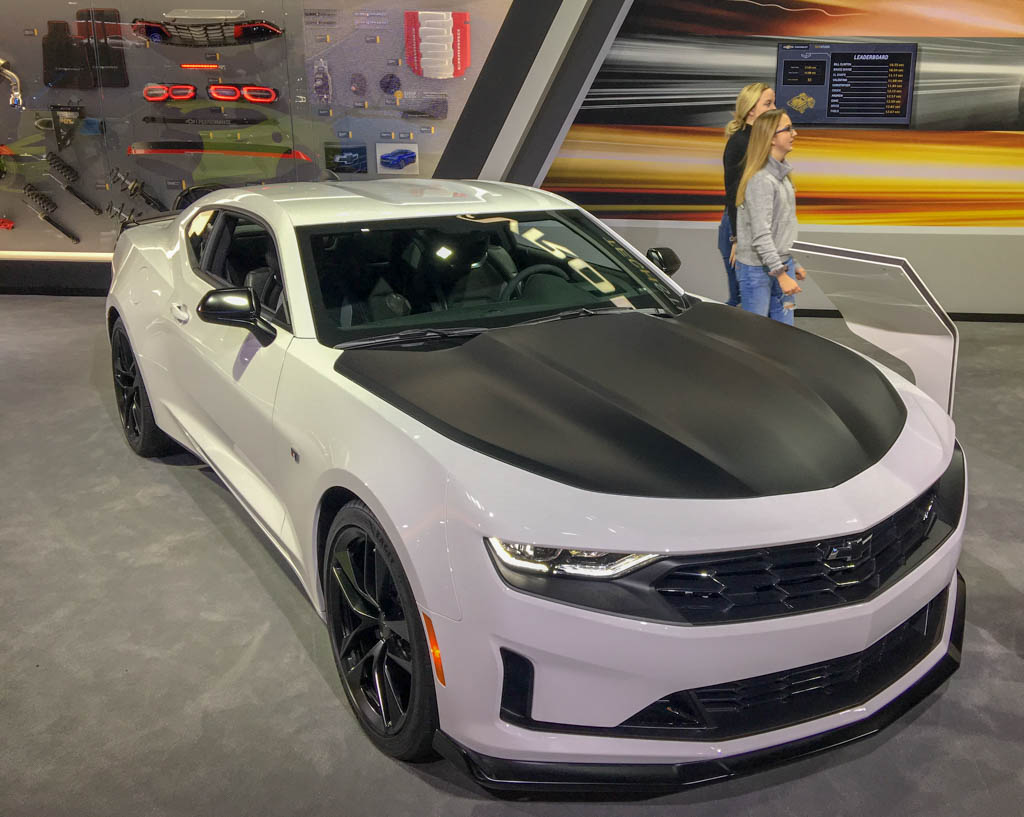
2020 Camaro LT1

В начале 2017-го на 2018 модельный год версия ZL1 была дополнена своим гоночным пакетом 1LE. В таком исполнении автомобиль имеет дополнительные воздушные дефлекторы спереди и большое углепластиковое заднее антикрыло. В подвеске применяются гоночные амортизаторы, а также специальные колёса и шины. Особая конструкция подвески позволяет точно настраивать её, так как большая часть деталей легко заменяется. Облегчённые колёса и амортизаторы, более тонкое заднее стекло и задние сиденья с зафиксированной, не складной спинкой позволили снизить вес автомобиля. В то же время, в стандартное оборудование модели входят двузонный климат-контроль, премиальная аудиосистема Bose, обогреваемые и вентилируемые передние сиденья, и рулевое колесо с подогревом.
В апреле 2018 года был представлен модернизированный Camaro 2019 модельного года. Обновлённый внешний вид позволил не только усилить спортивное восприятие модели, но и улучшил обтекаемость автомобиля, а также охлаждение некоторых его узлов. Новый передок, теперь полностью разный у версий LS/LT, RS и SS, включает изменённые решётку радиатора, переднюю юбку, двойные светодиодные фары и новой формы капот. Сзади все модели получили новые светодиодные фонари полностью красные для LS/LT и с прозрачным затенённым центром для RS, SS и ZL1. Версии RS и SS имеют, также, новый задний диффузор. Модель SS теперь по заказу оснащается 10-ступенчатой автоматической трансмиссией. Спортивный пакет 1LE стал доступен и для базового Camaro с четырёхцилиндровым двигателем. В салоне появилась новая развлекательная система, а из новых опций теперь доступно салонной зеркало заднего вида, на которое выводится изображение с камеры и система оповещения о возможном столкновении.
Весной 2019 года были представлены автомобили 2020 модельного года. Обновлённый передок моделей теперь имеет окрашенную в цвет кузова поперечину, разделяющую решётку радиатора пополам и размещённую на верхней её части чёрную «бабочку» Chevrolet. Десятиступенчатая автоматическая трансмиссия заменила опционную восьмиступенчатую на автомобилях и с шестицилиндровым двигателем. Появилась новая модель LT1 — это Camaro LT с восьмицилиндровым двигателем от версии SS. Модель LT1 стала самым доступным Camaro с восьмицилиндровым двигателем.

## Комментарии
1. ↑  По другим сведениям — 28 июня.[9]
2. 1 2 3 4 5  Модельный год, отличный от календарного, обычно, но не всегда, начинался осенью, в сентябре — октябре. Здесь везде, кроме оговоренных случаев, используются данные за календарный год.
3. ↑  Brake horsepower — мощность двигателя без дополнительного оборудования (водяной насос, генератор и тому подобное), брутто, примерно на 10—15 % больше мощности замеренной по современным стандартам (DIN, SAE).
4. 1 2  Cubic inch displacement — рабочий объём двигателя в кубических дюймах.

### Материалы GM
1. Donald H. McPherson, Charles M. Rubly, Victor D. Valade. The Chevrolet Camaro. — USA: Chevrolet Motor Division General Morots Corporation, 1967. — P. 51. Архивировано 23 сентября 2017 года.
2. 1967 Chevrolet Camaro. — USA: Chevrolet Custom Assistance Centre, 1966. Архивировано 23 сентября 2017 года.
3. 1968 Chevrolet Camaro. — USA: Chevrolet Custom Assistance Centre, 1967. Архивировано 23 сентября 2017 года.
4. 1969 Chevrolet Camaro. — USA: Chevrolet Custom Assistance Centre, 1968. Архивировано 5 марта 2016 года.
5. 1970 Chevrolet Camaro. — USA: Chevrolet Motor Division, 1969. Архивировано 23 сентября 2017 года.
6. 1973 Chevrolet Camaro. — USA: Chevrolet Motor Division, 1972. Архивировано 23 сентября 2017 года.
7. 1974 Chevrolet Camaro. — USA: Chevrolet Motor Division, 1973. Архивировано 23 сентября 2017 года.
8. 1978 Chevrolet Camaro. — USA: Chevrolet Motor Division, 1977. Архивировано 23 сентября 2017 года.
9. Chevrolet Camaro 1982. — USA: Chevrolet Custom Assistance Centre, 1981. — P. 106. Архивировано 23 сентября 2017 года.
10. Chevrolet Camaro 1984. — USA: Chevrolet Custom Assistance Centre, 1983. — P. 104. Архивировано 23 сентября 2017 года.
11. Chevrolet Camaro 1985. — USA: Chevrolet Custom Assistance Centre, 1984. — P. 117. Архивировано 23 сентября 2017 года.
12. Chevrolet Camaro 1986. — USA: Chevrolet Custom Assistance Centre, 1985. — P. 113. Архивировано 23 сентября 2017 года.
13. Chevrolet Camaro 1987. — USA: Chevrolet Custom Assistance Centre, 1986. — P. 105. Архивировано 23 сентября 2017 года.
14. Chevrolet Camaro 1988. — USA: Chevrolet Custom Assistance Centre, 1987. — P. 111. Архивировано 23 сентября 2017 года.
15. Chevrolet Camaro 1989. — USA: Chevrolet Custom Assistance Centre, 1988. — P. 116. Архивировано 23 сентября 2017 года.
16. Chevrolet Camaro 1990. — USA: Chevrolet Custom Assistance Centre, 1989. — P. 119. Архивировано 23 сентября 2017 года.
17. Chevrolet Camaro 1991. — USA: Chevrolet Custom Assistance Centre, 1990. — P. 96. Архивировано 23 сентября 2017 года.
18. Chevrolet Camaro 1992. — USA: Chevrolet Custom Assistance Centre, 1991. — P. 110. Архивировано 23 сентября 2017 года.
19. 2016 Camaro Establishes New Performance Benchmark (англ.). — Chevrolet Product Information, 2015. — P. 10. Архивировано 13 августа 2025 года.
20. 2016 Product Guide (англ.). — General Motors, 2015. — P. 2. Архивировано 13 августа 2025 года.
21. 2016 Camaro 2.0L Turbo (англ.). — General Motors, 2015. — P. 1. Архивировано 13 августа 2025 года.
22. 2016 Camaro 3.6L V-6 (англ.). — General Motors, 2015. — P. 1. Архивировано 13 августа 2025 года.
23. 2016 Camaro SS (англ.). — General Motors, 2015. — P. 1. Архивировано 13 августа 2025 года.

### Статьи
1. Игорь Владимирский. Поправка // Авторевю : газета. — 2018. — № 3 (627). — С. 6—9.

### Книги
1. Anthony Young Camaro в «Книгах Google»
2. Darwin Holmstrom Camaro: Five Generations of Performance в «Книгах Google»
3. David Newhardt The Complete Book of Camaro в «Книгах Google»
4. John Gunnel, Jerry Heasley The Story of Camaro в «Книгах Google»
5. Steve Statham Camaro в «Книгах Google»